# Leucoraja wallacei
Leucoraja wallacei är en rockeart som först beskrevs av Hulley 1970.  Leucoraja wallacei ingår i släktet Leucoraja och familjen egentliga rockor. IUCN kategoriserar arten globalt som livskraftig. Inga underarter finns listade i Catalogue of Life.